# 작별들
"작별들"은 2013년에 개봉한 대한민국의 영화이다.

## 줄거리
매일 아침 여객 터미널로 달려가는 명희와 명호. 남매는 언제 올지 모를 엄마를 매일같이 기다린다.
얼마 남지 않은 생활비를 위해 폐지를 줍던 명희는 여객 터미널 대합실에 누군가 흘리고 간 지갑을 몰래 줍기 시작한다. 명희와 명호는 동네 어귀에서 불량소년들이 모여 본드를 흡입하는 폐가 앞에서 용규를 만난다. 이유 없이 겁을 주고, 불량해 보이는 용규를 경계하던 명희는 스스럼없이 다가오는 용규에게 조금씩 마음을 열기 시작한다. 명호와 함께 놀아주고, 명희에게 옷을 갖다 주며 집을 드나들던 어느날, 집에 놀러 온 용규는 생활비가 든 봉투를 발견하고 몸이 아프다며 돈을 빌려달라고 한다. 고민 끝에 생활비를 건 낸 명희는 그 돈으로 환각제를 사는 용규를 발견한다. 용규가 드나들던 폐가에서 몸싸움을 벌이고 온 명희는 몸을 가누지 못하고 다음날이 지나도 눈을 뜨지 못한다. 명호는 아픈 누나를 두고 홀로 여객 터미널로 나갔다가 언젠가 명희와 함께 갔던 들판을 찾는다. 들판에 버려진 폐기물을 장난감 삼아 놀던 명호는 아늑해 보이는 냉장고 안으로 기어 들어간다. 명호는 애타게 누나를 찾지만 아무도 없는 들판에 아득히 목소리만 울린다...

## 출연진
- 이주승
- 정택현
- 주다영

## 제작진
- 제작: 양양필름
- 제공:
- 배급: 마노엔터테인먼트
- 각본: 김백준
- 감독: 김백준
- 촬영: 정성욱
- 조명: 고용진
- 미술: 박헤레나
- 음악: 선결

## 영화 개봉 정보
- 2013년 5월 30일 한국 개봉.

## 수상 정보
- 제13회 부산독립영화제 - 독립장편초청작 (김백준)
- 제7회 부산국제어린이청소년영화제 - 크나래 모음 (김백준)
- 제8회 오사카아시안영화제 - 인디포럼부문 (김백준)